# Folia OWV
Folia One Way Vision (OWV) – rodzaj folii samoprzylepnej, w której są liczne małe otworki pozwalające na przenikanie światła. Na folii można wykonywać nadruki. Od drugiej strony folia jest ciemna, co ułatwia osobom patrzącym od wewnątrz widzenie tego co jest na zewnątrz. Można nanieść na "lewą stronę" wydruk, jest on widoczny gdy na zewnątrz jest ciemno, a w pomieszczeniu jasno.
Folia ta używana jest głównie do produkcji reklam naklejanych na szyby budynków i samochodów.